# Anolis peucephilus
Espèce
Anolis peucephilus est une espèce de sauriens de la famille des Dactyloidae. 

## Répartition
Cette espèce est endémique d'Oaxaca au Mexique.

## Publication originale
- Köhler, Trejo-Pérez, Petersen & Mendez de la Cruz, 2014 : A new species of pine anole from the Sierra Madre del Sur in Oaxaca, Mexico (Reptilia, Squamata, Dactyloidae: Anolis). Zootaxa, no 3753 (5), p. 453–468.